# Johan Sjöberg (ämbetsman)
Johan Sjöberg, född 17 november 1816 i Visby, död 27 december 1897 i Stockholm, var en svensk ämbetsman och politiker.
Sjöberg blev student vid Uppsala universitet 1834 samt avlade kansliexamen 1836 och hovrättsexamen 1838. Han blev vice häradshövding 1847, landssekreterare i Uppsala län 1851 och var 1863–1886 kommerseråd. 1859 utsågs han till ledamot av författningskommissionen. 1866–1880 var han ledamot av Stockholms stadsfullmäktige. Under riksdagen riksdagen 1862–1863 var Sjöberg av konungen förordnad sekreterare i bondeståndet, och riksdagen 1865–1866 hade han samma befattning på grund av bondeståndets eget val. Sjöberg var sedan från 1867 till majriksdagen 1887 ledamot av andra kammaren för Stockholms stads valkrets. 
Som god talare samt skicklig och fyndig debattör gjorde han sig gällande. Trots att Sjöberg tillhörde den så kallade centerns mest framträdande män belönade det maktägande lantmannapartiet honom med åtskilliga förtroendeuppdrag. Så var han 1867–1876 och 1880–1887 kanslideputerad samt 1869, 1876–1878, 1881–1883 och majriksdagen 1887 ledamot av konstitutionsutskottet (vid alla riksdagar utom den sistnämnda också dess vice ordförande). 1885–1887 var han också ledamot av talmanskonferensen. I allmänhet med en moderatkonservativ politisk hållning anslöt Sjöberg sig vid tullstridens utbrott till frihandlarna. Åren 1888–1897 var han kommitterad till tryckfrihetens vård.
Johan Sjöberg är begravd på Norra begravningsplatsen utanför Stockholm.